# Neocarya
Neocarya é um género botânico pertencente à família das crisobalanáceas, constituído por uma única espécie, a Neocarya macrophylla, a qual, por seu turno, é comummente conhecida como ameixeira-de-gengibre ou tambacumba.
Os frutos desta espécie são conhecidos, por seu turno, como ameixa-de-gengibre ou tambacumba.

## Descrição da espécie
A tambacumba é uma árvore pequena ou arbusto da família das crisobalanáceas, orçando cerca de 7 a 10 metros de altura. Pauta-se pelo seu tronco curto, ramos tortuosos e copa aberta. 
As suas folhas são alternadas, ovais ou elípticas, com 10-25 x 5–15 cm, coriáceas e com penugem na face inferior.
O fruto, também conhecido como tambacumba ou ameixa-de-gengibre, é uma drupa elipsoide, glabra, de cor castanho-amarelada, com superfície enrugada cinzenta, medindo 4-5 x 2,5–3,5 centímetros, com polpa espessa e contendo um caroço duro, com interior piloso.

## Distribuição
Esta planta distribui-se por todas as savanas costeiras do Senegal ao Libéria, pelas savanas arborizadas do sul do Níger e do Mali, e pelo norte da Nigéria, marcando presença na Guiné-Bissau.
Trata-se de uma planta típica das orlas ou zonas baixas sudanesas com solos arenosos.
Floresce durante quase todo o ano no Níger, mas principalmente na segunda metade da estação seca, que vai de Janeiro a Abril.

## Usos

### Alimentação
Tanto os frutos como as sementes desta espécie são amplamente utilizados na alimentação das regiões de onde são autóctones.
Do que toca às sementes, estas são muito valorizadas, quer para consumo directo, quer para extração de óleo, mercê do seu alto teor de ácidos gordos mono e polinsaturados, esteróis dietéticos e proteínas.
Quanto aos frutos, sobressaem pela sua polpa, que é doce e aromática e que é amiúde consumida crua, podendo inclusive ser usada para a confecção de compotas. A polpa é fermentável, podendo fazer-se com ela bebidas alcoólicas amiúde usadas como forma de tempero.

### Etnobotânico
As folhas são utilizadas no âmbito da medicina popular, na confecção de mezinhas, aplicadas no tratamento de diarreia, hipertensão, inflamação dos olhos, dor e picadas de cobra.
No que toca às cascas e as raízes da tambacumba, podem ser usadas na confecção de preparados hemostáticos e antivenenos, ou ainda contra as cáries dentárias,problemas respiratórios, conjuntivite, por muitas povoações locais, também no âmbito da medicina popular.

### Religioso
Inúmeras tradições do Níger e do Mali empregam a tambacumba na elaboração de artefactos mágico-religiosos, como talismãs, amuletos e ornamentos sacerdotais.

### Silvicultura
A madeira proveniente do tronco e dos ramos da tambacumba também é utilizada pelas populações locais como lenha, especialmente nas zonas de grande densidade populacional. Os ramos jovens e as folhas também podem servir como forragem para a pecuária.